# Memphis Pros 1971-1972
La stagione 1971-72 dei Memphis Pros fu la 5ª nella ABA per la franchigia.
I Memphis Pros arrivarono quinti nella Western Division con un record di 26-58, non qualificandosi per i play-off.

## Roster
| N° | Naz.                   | Ruolo | Sportivo         | Anno | Alt. | Peso |
| -- | ---------------------- | ----- | ---------------- | ---- | ---- | ---- |
|    | Stati Uniti (bandiera) | G     | Larry Cannon     | 1947 | 193  | 88   |
|    | Stati Uniti (bandiera) | A     | Elnardo Webster  | 1948 | 196  | 86   |
| 10 | Stati Uniti (bandiera) | G     | Charlie Williams | 1943 | 183  | 75   |
| 11 | Stati Uniti (bandiera) | A     | Wil Jones        | 1947 | 203  | 93   |
| 12 | Stati Uniti (bandiera) | AC    | Coby Dietrick    | 1948 | 208  | 100  |
| 13 | Stati Uniti (bandiera) | C     | Jerry Dover      | 1949 | 5-7  | 155  |
| 14 | Stati Uniti (bandiera) | GA    | Johnny Neumann   | 1951 | 198  | 91   |
| 21 | Stati Uniti (bandiera) | G     | George Lehmann   | 1942 | 183  | 82   |
| 21 | Stati Uniti (bandiera) | G     | Bob Warren       | 1946 | 196  | 86   |
| 22 | Stati Uniti (bandiera) | AC    | Don Sidle        | 1946 | 203  | 98   |
| 23 | Stati Uniti (bandiera) | G     | Loyd King        | 1949 | 188  | 82   |
| 24 | Stati Uniti (bandiera) | AC    | Tom Owens        | 1949 | 208  | 98   |
| 25 | Stati Uniti (bandiera) | AC    | Gerald Govan     | 1942 | 208  | 100  |
| 32 | Stati Uniti (bandiera) | C     | Randy Denton     | 1949 | 208  | 109  |
| 33 | Stati Uniti (bandiera) | A     | Wendell Ladner   | 1948 | 196  | 100  |
| 34 | Stati Uniti (bandiera) | AC    | Lee Davis        | 1945 | 203  | 107  |
| 35 | Stati Uniti (bandiera) | AC    | Warren Davis     | 1943 | 198  | 96   |

## Staff tecnico
- Allenatore: Bob Bass